# Liste der Monuments historiques in Avril
Die Liste der Monuments historiques in Avril führt die Monuments historiques in der französischen Gemeinde Avril auf.

## Liste der Immobilien
| Bezeichnung                              | Beschreibung | Standort                      | Kennzeichnung | Schutzstatus | Datum | Bild           |
| ---------------------------------------- | --- | ----------------------------- | ------------- | ------------ | ----- | -------------- |
| Taubenturm des Klosters Saint-Pierremont | Kloster der Augustinerchorherren, im 11. Jahrhundert gegründet, im 17. Jahrhundert geplündert, im 18. Jahrhundert aufgegeben; Taubenturm um 1747 gebaut | nordwestlich des Ortes (Lage) | PA00105993    | Inscrit      | 1979  | weitere Bilder |

## Liste der Objekte
| Bezeichnung                   | Beschreibung       | Standort                                     | Kennzeichnung | Schutzstatus | Datum | Bild |
| ----------------------------- | ------------------ | -------------------------------------------- | ------------- | ------------ | ----- | ---- |
| Skulptur Christus in der Rast | Kalkstein, um 1530 | in der Kirche Assomption-de-la-Vierge (Lage) | PM54001056    | Classé       | 1991  |      |